# Limnodynastes salmini
Espèce
Statut de conservation UICN

 LC  : Préoccupation mineure
Limnodynastes salmini est une espèce d'amphibiens de la famille des Limnodynastidae.

## Répartition
Cette espèce est endémique d'Australie. Elle se rencontre dans le sud-est du Queensland et en Nouvelle-Galles du Sud,.

## Description
Limnodynastes salmini mesure jusqu'à 75 mm. Cette espèce a la face dorsale brune tachée de brun foncé et présentant trois rayures longitudinales rose, orange et brun-roux. Sa face ventrale est blanche et ses cuisses sont tachetées de noir et de blanc. Son iris est doré.
La période de reproduction s'étend de septembre à avril. Cette espèce pond de 1 500 à 2 500 œufs.

## Étymologie
Cette espèce est nommée en l'honneur de C. L. Salmin.

## Publication originale
- Steindachner, 1867 : Reise der österreichischen Fregatte Novara um die Erde in den Jahren 1857, 1858, 1859 unter den Befehlen des Commodore B. von Wüllerstorf-Urbair (1861) - Zoologischer Theil - Erste Band - Amphibien p. 1-70 (texte intégral).